# 埃里克七世 (瑞典)
埃里克七世（？—1067年）。斯滕希爾王朝的瑞典國王（1066年至1067年在位）。有說埃里克七世可能是斯滕希爾的一名信奉基督教的兒子。

## 生平
埃里克七世常與異教徒埃里克（八世）並稱埃里克與埃里克，埃里克七世為基督教徒，而埃里克八世則是異教徒，兩人同時在斯滕希爾於1066年逝世後，成為瑞典國王。根據不來梅的亞當的編年史中記載，兩人即位後便於1067年與對方的軍隊戰鬥，兩人皆在該戰役中被殺。兩名埃里克去世後，由斯滕希爾之子哈爾斯滕成為國王。